# Dawid Jarka
Dawid Jarka, né le 15 août 1987 à Świerklaniec, est un footballeur polonais évoluant en tant qu'attaquant au Gwarek Tarnowskie Góry.
Il a été sélectionné avec les -21 ans polonais.

## Carrière
- 2005-2006 : AEL Larissa ( Grèce, 0 match)
- 2006-2008 :  Górnik Zabrze (28 matches - 13 buts)
- 2008 :  ŁKS Łódź (prêt)